# Velvet (Fernsehserie)
Velvet (Originaltitel: Galerías Velvet) ist eine spanische Fernsehserie, die von 2014 bis 2016 für den Fernsehsender Antena 3 produziert wurde.
Die deutsche Erstausstrahlung der Serie von den Machern auch von Grandhotel erfolgte am 7. April 2015 auf Sony Entertainment Television.

## Handlung
Die Serie spielt Ende der 1950er Jahre in der Galerías Velvet, einem luxuriösen Modehaus in Madrid. Nach einer Ausbildung in London kehrt Alberto, der Sohn des Besitzers, in das Unternehmen zurück und verliebt sich erneut in seine Jugendliebe Ana, die dort als Schneiderin tätig ist. Doch der Standesunterschied erschwert eine mögliche Beziehung zwischen ihnen. Auch bei der Umsetzung ihrer beruflichen Pläne – Alberto versucht, das Unternehmen zu modernisieren, damit es sich trotz des Durchbruchs der preisgünstigeren Prêt-à-porter-Mode am Markt behaupten kann, und Ana möchte zur kreativen Designerin aufsteigen – treten Probleme auf.

## Besetzung und Synchronisation
Das Dialogbuch für die deutsche Synchronisation schrieben Beate Gerlach, Regina Kette und Peggy Sander. Gerlach übernahm auch die Dialogregie.
| Schauspieler           | Charakter               | Synchronisation           |
| ---------------------- | ----------------------- | ------------------------- |
| Miguel Ángel Silvestre | Alberto Márquez         | Till Endemann             |
| Paula Echevarría       | Ana Rivera López        | Julia Kaufmann            |
| Manuela Velasco        | Cristina Otegui         | Natascha Schaff           |
| Aitana Sánchez-Gijón   | Blanca Soto Férnandez   | Arianne Borbach           |
| Manuela Vellés         | Luisa Rivas             | Maria Hönig               |
| Marta Hazas            | Clara Montesinos Martín | Anna Grisebach            |
| Cecilia Freire         | Rita Montesinos Martín  | Ann Vielhaben             |
| Javier Rey             | Mateo Ruiz Lagasca      | Peter Lontzek             |
| Adrián Lastra          | Pedro Infantes Delgado  | Fabian Oscar Wien         |
| Miriam Giovanelli      | Patricia Márquez        | Nicole Hannak             |
| José Sacristán         | Emilio López            | Rainer Gerlach            |
| Asier Etxeandía        | Raúl de la Riva         | Sebastian Christoph Jacob |
| Amaia Salamanca        | Bárbara de Senillosa    | Dascha Lehmann            |
| Diego Martín           | Enrique Otegui          | Matthias Deutelmoser      |
| Cuca Escribano         | Lidia                   | Nadine Zaddam Leopold     |
| Peter Vives            | Carlos Álvarez          | Jannik Endemann           |
| Llorenç González       | Jonás Infantes          | {{Felix Spieß}}           |
| Ginés García Millán    | Esteban Márquez         | {{Bernd Rumpf}}           |